# Orosay
Ne doit pas être confondu avec Ornsay, Oronsay ou Orsay.
Orosay est une île du Royaume-Uni située en Écosse.